# Catherine, prinsessa av Wales
Catherine, prinsessa av Wales, född Catherine Elizabeth Middleton (vanligen känd som "Kate") den 9 januari 1982 i Reading i Berkshire, är en brittisk kunglighet. Hon är gemål till William, prins av Wales. Giftermålet ägde rum den 29 april 2011 i Westminster Abbey.
Catherine växte upp i Chapel Row i Bucklebury, Berkshire, England, och studerade vid St. Andrews universitet i Skottland, där hon år 2001 träffade prins William. De inledde en relation som fortsatte fram till ett tillfälligt uppehåll under flera månader 2007. De fortsatte dock att vara vänner och relationen återupptogs senare samma år.
Sedan dess har Catherine medverkat vid många stora kungliga händelser. Hon har beundrats för sin klädsmak och har förekommit på flera listor över bäst klädda personer. När relationen blev känd fick Catherine ökad medial uppmärksamhet och det spekulerades mycket i huruvida de till slut skulle gifta sig. Den 16 november 2010 kungjorde Clarence House, dåvarande prinsens av Wales stab, deras förlovning. Den 3 december 2012 meddelade St James's Palace att Catherine var gravid och väntade det kungliga parets första barn. Deras son George föddes den 22 juli 2013. Den 2 maj 2015 föddes parets andra barn Charlotte. Den 23 april 2018 föddes parets tredje barn, prins Louis av Wales.
Den 9 september 2022 utnämndes Catherine till prinsessa av Wales av Charles III samtidigt som hennes gemål William utnämndes till prins av Wales.

## Bakgrund
Catherine Middleton är äldsta dotter till piloten Michael Francis Middleton (född 1949) och flygvärdinnan Carole Elizabeth Middleton (född Goldsmith, 1955). Hon har syskonen Philippa "Pippa" Middleton (född 1983) och James Middleton (född 1987). Föräldrarna har arbetarbakgrund och härstammar från lägre medelklass, men har blivit förmögna genom sitt postorderföretag Party Pieces, grundat 1987, som säljer partytillbehör till barnkalas och temafester.

## Uppväxt och utbildning
Catherine döptes 20 juni 1982 i kyrkan St. Andrew's Bradfield i Berkshire. Den 10 mars 2011 konfirmerades hon och hon är medlem i den anglikanska kyrkan. Från maj 1984 till september 1986 bodde Catherine med sin familj i Amman i Jordanien, där hennes far arbetade. Från 1986 växte Catherine upp i Bucklebury (grevskapet Berkshire) i södra England.
Catherine gick mellan 1986 och 1995 i St. Andrew's School i orten Pangbourne och därefter i privatskola i Marlborough College i Wiltshire. Hon tog examen 2000 med högsta betyg i kemi, biologi och konst. Därefter tog hon ett sabbatsår för att läsa italienska på Brittiska Institutet i Florens samt för att delta i ett utvecklingsprojekt i Chile 2001. Hon fortsatte därefter studierna på St. Andrews universitet där hon träffade prins William. Hon avlade examen i konsthistoria 2004.

## Giftermål och familj
Omkring år 2005 blev Catherine prins Williams flickvän. Hon lärde känna prinsen 2001 i samband med universitetsstudierna. Den 16 november 2010 tillkännagavs deras förlovning. Catherine och prins William gifte sig fredagen den 29 april 2011 i Westminster Abbey.

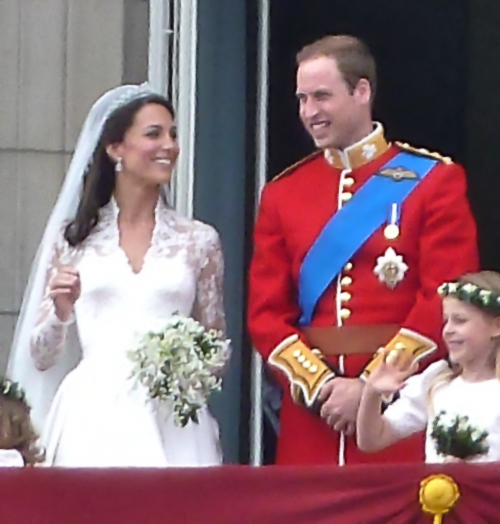
Brudparet på balkongen till Buckingham Palace den 29 april 2011.

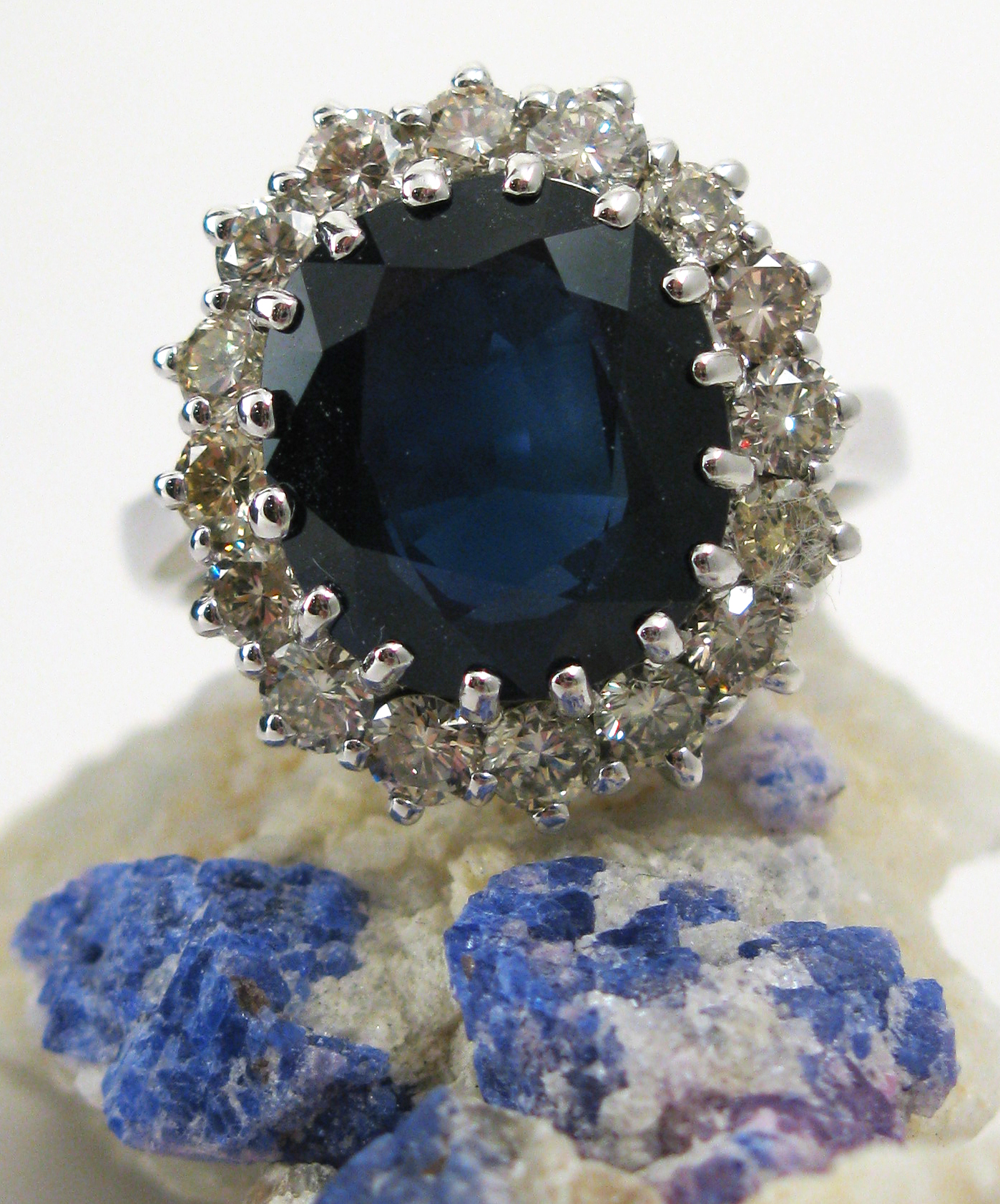
Hertiginnans förlovningsring är densamma som prinsens mor, prinsessan Diana, bar.

Den 22 juli 2013 föddes parets son George Alexander Louis av Wales som bär titeln prins. Den 2 maj 2015 föddes parets andra barn, Charlotte Elizabeth Diana. Den 23 april 2018 föddes parets tredje barn, prins Louis av Wales. Vid alla tre graviditeterna har Catherine lidit av hyperemesis gravidarum (graviditetsillamående), vilket tvingat henne att ställa in en del av sina uppdrag.
Den 22 mars 2024 meddelade prinsessan Catherine att hon har cancer och har inlett kemoterapi.

## Offentliga uppdrag

### De första uppdragen efter giftermålet
Hertiginnans första officiella engagemang efter bröllopet kom i maj 2011, när hon och hennes man träffade Barack Obama, USA:s president, och första dam Michelle Obama på Buckingham Palace. Hertigens och hertiginnans första kungliga turné i Kanada ägde rum i juli 2011. Parets aktiviteter innefattade deltagande i firandet av Kanadadagen. I turnén ingick en tvådagars resa till Kalifornien. Detta var hertiginnans första besök i USA. Den 26 oktober 2011 genomförde hertiginnan sitt första soloengagemang vid en mottagning för In Kind Direct, värd på Clarence House, när hon gick in istället för prinsen av Wales.
Den 2 november besökte hertigen och hertiginnan UNICEF Supply Division, som levererar mat till undernärda barn globalt, i Köpenhamn, Danmark. På Saint Patrick's Day 2012 genomförde hertiginnan den traditionella utdelningen av shamrocks till iriska gardet vid deras bas i Aldershot; detta var hennes första militära soloengagemang.  Den 19 mars höll hon sitt första tal inför öppnandet av Treehouse, ett nytt barnsjukhus som öppnades av East Anglias barnsjukhus, som hon är beskyddare för. Hertigen och hertiginnan fick uppdraget att vara ambassadörer för OS 2012 i London, tillsammans med prins Harry. Som en del av sin roll deltog hertiginnan i många sportevenemang under spelen. I september 2012 inledde hertigen och hertiginnan en rundtur i Singapore, Malaysia, Tuvalu och Salomonöarna för att fira drottningens diamantjubileum över Brittiska samväldet. Under dessa statsbesök höll hertiginnan sitt första officiella tal utomlands, medan hon besökte ett hospice i Malaysia, med stöd av sin erfarenhet som beskyddare för East Anglias barnsjukhus. Hertigen och hertiginnan deltog i ytterligare firande av jubileet under hela året, inklusive Thames Diamond Jubilee Pageant i juli.

### Det första uppdraget efter prins Georgs födelse
Det första engagemanget som hertiginnan åtog sig efter prins Georgs födelse var i slutet av augusti 2013, när hon följde hertigen för att träffa löpare som förberedde sig för ett ultramaraton på ön Anglesey, där hertigparet hade bott 2009–2013. I början av mars 2014 meddelades att paret skulle åtföljas av sin son på en kommande turné i Nya Zeeland och Australien, från 16 till 25 april. Turnén var hertiginnans första besök i området och prins Georges första stora offentliga framträdande sedan hans dop i oktober 2013. Resplanen omfattade besök av Plunket Society för barn och besök i eldhärjade områden i New South Wales. Turnén började i Nya Zeeland där de besökte Wellington, Blenheim, Auckland, Dunedin, Queenstown och Christchurch. Resan slutade i Australien, där de besökte Sydney, Blue Mountains, Brisbane, Uluru, Adelaide och Canberra. I juni 2014 besökte paret Frankrike för att delta i firandet av 70-årsdagen av landstigningen i Normandie på Gold Beach. Den 21 juli 2014 tillkännagavs att hertiginnan skulle göra sin första ensamresa och besöka Malta den 20–21 september 2014, när ön firade sitt 50-årsjubileum som oberoende land. Hennes resa avbröts, och hertigen åkte i stället, sedan det hade meddelats i början av september att hon var gravid.
I december 2014 besökte paret USA och deltog i en välgörenhetsmiddag på Metropolitan Museum of Art. I oktober 2015 deltog hertiginnan i sin första statliga bankett på Buckingham Palace, som hölls som värd för Kinas president Xi Jinping. I april 2016 genomförde hertiginnan och hennes man en turné till Indien och Bhutan.   Andra aktiviteter var att besöka välgörenhetsorganisationer för barn som Childline India, samt ett besök på Lingkana Palace. Senare samma månad träffades paret igen med president Obama och första damen Michelle Obama på Kensington Palace. Hertigen och hertiginnan turnerade Kanada igen i september 2016. Den 11 oktober 2016 gjorde hertiginnan sin första soloutlandsresa till Nederländerna. Länderna som paret besökte 2017 inkluderar Frankrike, Polen, Tyskland och Belgien.
Hertiginnan tar officiella porträtt av sina barn och har gått med i Royal Photographic Society 2017. Hon besökte Luxemburg i maj 2017 för att fira Londonfördraget. I januari 2018 besökte paret Sverige och Norge. I februari 2019 genomförde hertigen och hertiginnan ett två dagars besök i Nordirland, där de besökte Belfast, Fermanagh och Ballymena.

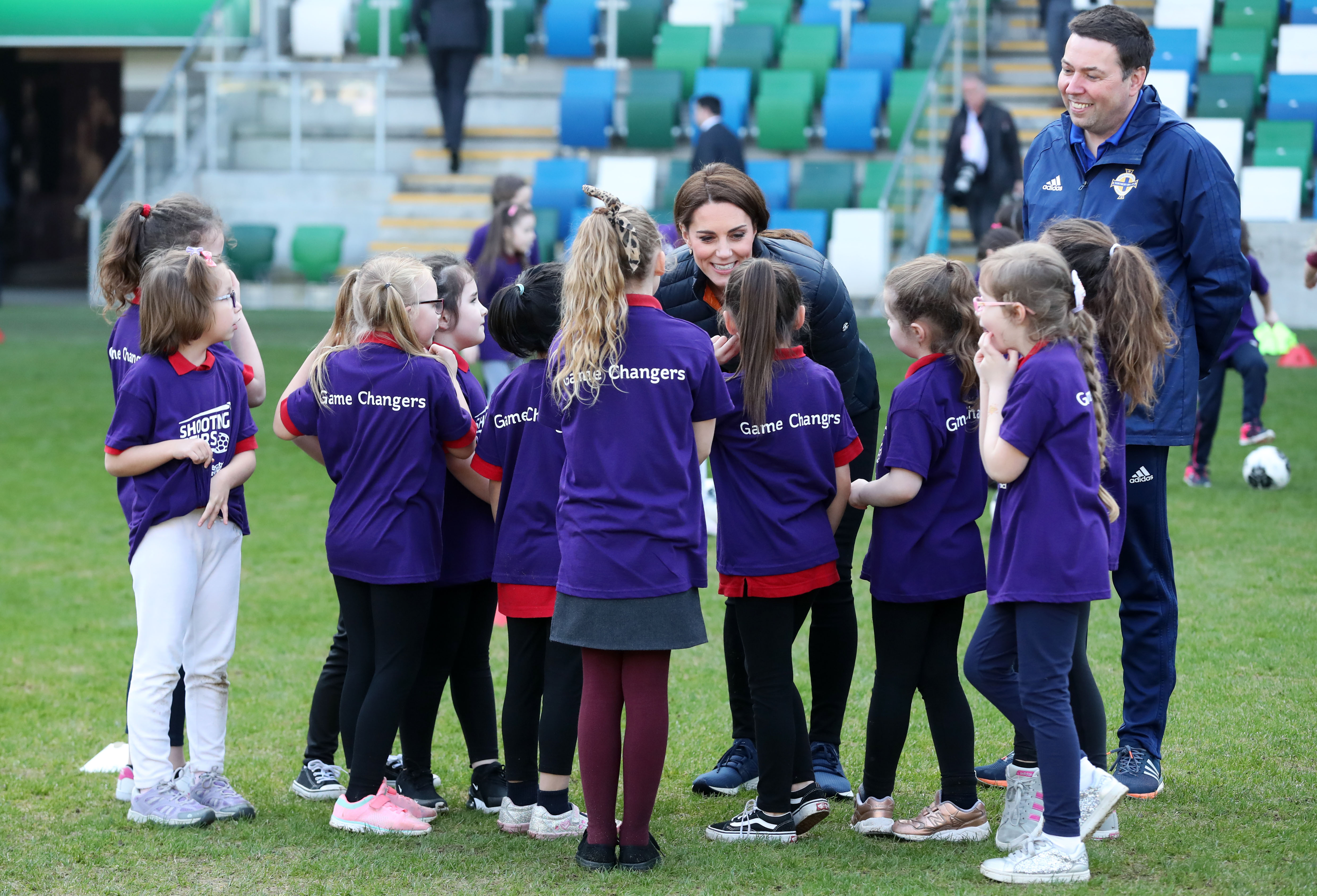
Hertiginnan vid Windsor Park, Belfast, under ett besök i Nordirland 2019

Hertiginnan följde med sin man på en turné i Pakistan i oktober 2019, vilket var kungafamiljens första besök i landet på 13 år. Paret blev intervjuade av CNN i Lahore när de besökte SOS barnbyar, där hertiginnan höll ett tal om sitt arbete under de första åren.

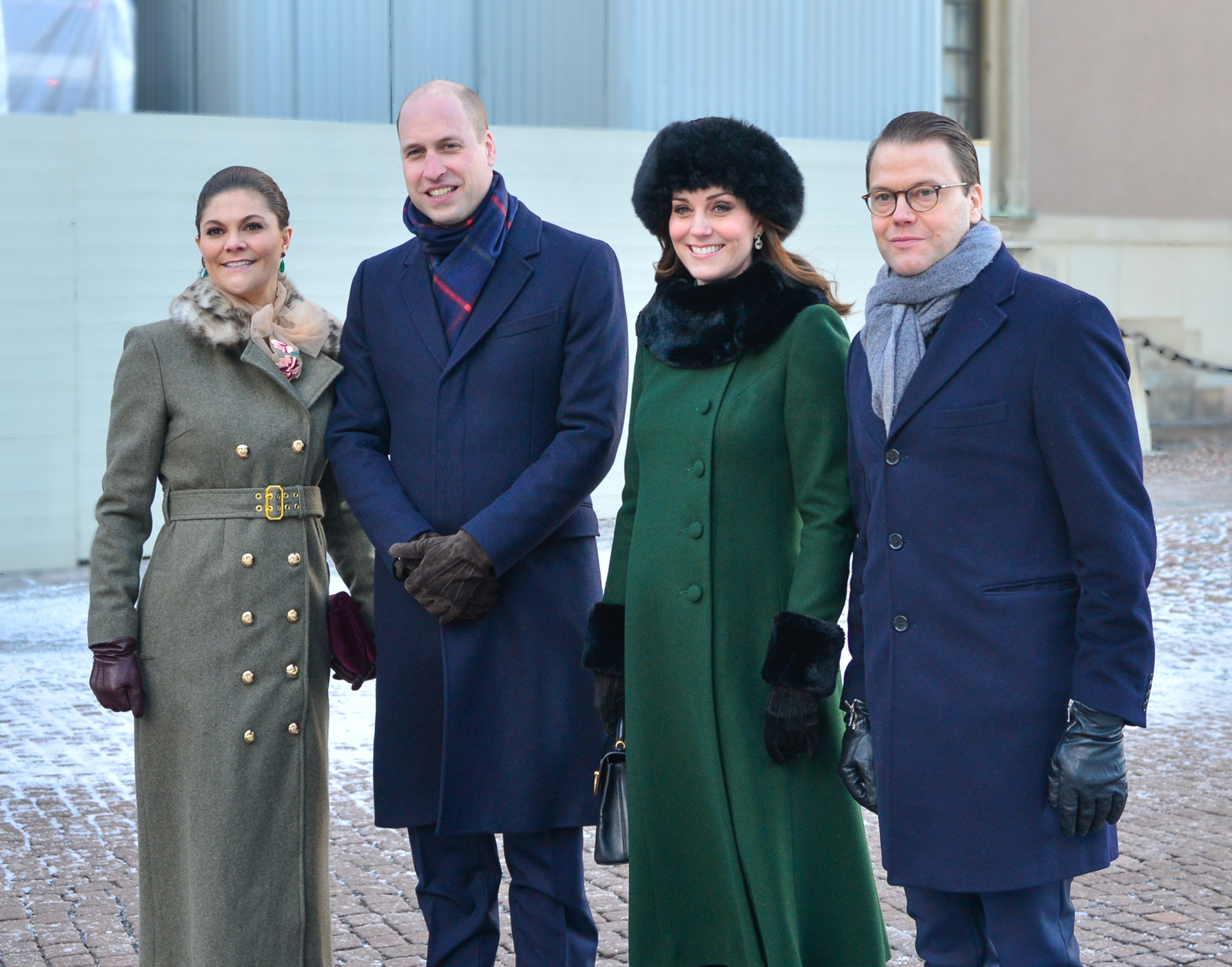
Prins William och Catherine på officiellt besök i Sverige, Stockholm i januari 2018. Här tillsammans med kronprinsessan Victoria och prins Daniel utanför Stockholms slott.

I januari 2018 gjorde prins William och Catherine ett officiellt besök i Sverige.

### Officiella uppdrag under 2020
I mars 2020 genomförde hertigen och hertiginnan en tredagars rundtur i Irland och besökte County Meath, Kildare och Galway. I oktober 2020 träffade hertigen och hertiginnan Volodymyr Zelensky Ukrainas president och hans hustru Olena Zelenska vid Buckingham Palace, det första kungliga engagemanget som hölls i residenset sedan covid-19-pandemin började. I december inledde paret en tredagars turné i England, Skottland och Wales via British Royal Train "för att hylla det inspirerande arbetet som individer, organisationer och initiativ över hela landet har utfört, vilket har gått utöver att stödja deras lokala samhällen" under 2020. Premiärminister Boris Johnson uttryckte sitt stöd för initiativet, medan Skottlands försteminister Nicola Sturgeon kritiserade turnén med hänvisning till resebegränsningar; Storbritannien och de skotska och walesiska regeringarna rådfrågades innan turnén planerades.

## Beskyddarskap
Catherine är officiell beskyddare av ett antal organisationer :
- 100 Women in Finance
- Action for Children
- Action on Addiction
- All England Lawn Tennis and Croquet Club
- Anna Freud National Centre for Children and Families
- East Anglia's Children's Hospices
- National Portrait Gallery
- Natural History Museum
- Nursing Now campaign
- Place2Be
- SportsAid
- The Air Cadet Organisation
- The Lawn Tennis Association
- The Royal Foundation of The Duke and Duchess of Cambridge and Prince Harry
- Victoria and Albert Museum
- Tuvalu Order of Merit

Hon blev i januari 2012 även volontär för The Scout Association i norra Wales.